# Patxi Usobiaga Lakunza
Patxi Usobiaga Lakunza (* 7. September 1980 in Eibar) ist ein baskischer Sportkletterer. Ihm gelang die weltweit erste Onsight-Begehung einer Route im Schwierigkeitsgrad 8c+. 2009 wurde er Weltmeister im Sportklettern.

## Karriere
Patxi Usobiaga Lakunza war einer der weltbesten Sportkletterer. Mit dem ersten Platz bei den International World Games in Duisburg 2005 deutete er erstmals an, was er in den beiden folgenden Jahren dauerhaft bestätigte: Zahlreiche Weltcuperfolge führten 2006 und 2007 zu einer überragenden Rolle des Basken. In beiden Saisonen konnte er den Gesamtweltcup für sich entscheiden. Bei den Weltmeisterschaften im spanischen Aviles im September 2007 musste sich Lakunza allerdings seinem Landsmann Ramón Julián Puigblanque geschlagen und mit der Silbermedaille zufriedengeben. 2009 errang er den Weltmeistertitel vor dem Tschechen Adam Ondra.
Außerhalb der Halle ist Lakunza ebenfalls stark aktiv. Er hat sich dabei vor allem durch die erste „On-sight“-Begehung einer 8c+-Route, der „Bizi Euskaraz“, am 12. Dezember 2007 einen Namen gemacht. Aber auch zahlreiche andere Routen hat er auf seiner Liste vorzuweisen.
Aufgrund eines schweren Autounfalls musste er seine Wettkampfkletterkarriere und das Klettern am oberen Limit im Jahr 2011 vorläufig pausieren. Im Jahr 2017 gelang ihm mit der Route „Papichulo“ (9a+) erstmals wieder eine äußerst schwere Route.

## Erfolge

### Wettkämpfe
- Weltmeisterschaften
  - Weltmeister in Qinghai (China) 2009
  - Vizeweltmeister in Aviles (Spanien) 2007
  - Vizeweltmeister in Chamonix (Frankreich) 2003
- Europameisterschaften
  - Erster in Paris 2008
- Rockmaster
  - Gewinner 2008
- Weltcup
  - Gesamtsieg 2006, 2007
  - Sieg in Chuncheon (Südkorea) 2010
  - Sieg in Chamonix (Frankreich) 2009
  - Sieg in Bern (Schweiz) 2008
  - Sieg in Valence (Frankreich) 2007
  - Sieg in Marbella (Spanien) 2006
  - Sieg in Edinburgh (Großbritannien) 2003
- World Games
  - Sieg in Duisburg (Deutschland) 2005

### Fels
- Papichulo (9a+)
- Pachamama (9a+)
- Novena Enmienda (9a+)
- La Rambla (9a+)
- Fuck the System (9a)
- Fabela pa la Enmienda (9a)
- Esclatamaster (9a)
- Faxismoaren Txontxongiloak (9a)
- Mendeku (9a)
- Ini Ameriketan (9a)
- Il Domani (9a)
- Kinematix (9a)
- Psikoterapia (9a)
- Begi Puntuan (9a)
- Action Directe (9a)
- Realization (9a+) (Usobiaga verwendete für die Route den ursprünglichen Namen der Route: Biographie)[2]
- Bizi Euskaraz (8c+) on sight
- Mosca Cullonera (8c) on sight
- Gaua (8c) on sight
- Pata Negra (8c) on sight
- Mas de Veinte (8b+) on sight